# Stefan Uroš II. Milutin

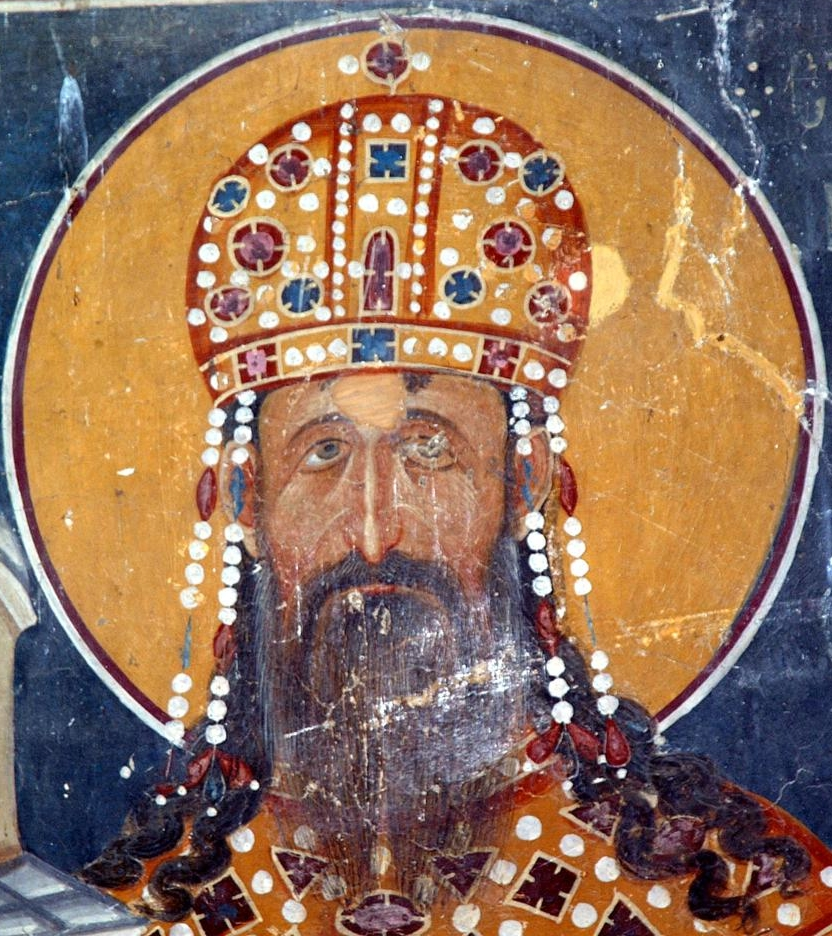
Stifterporträt, Gračanica um 1320

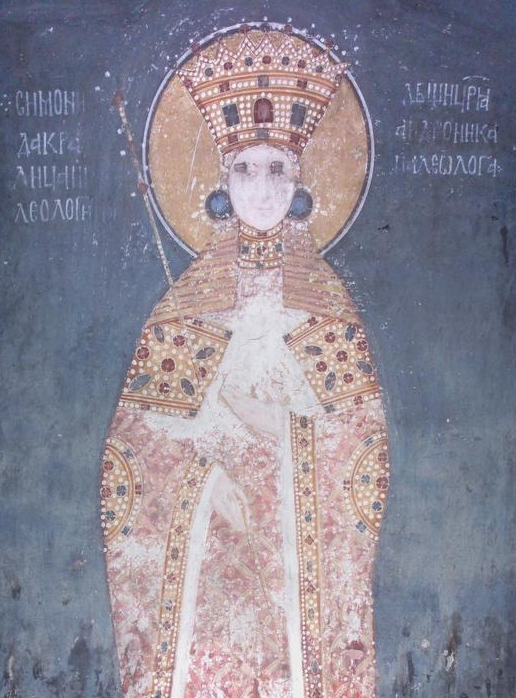
Königin Simonida, Fresko in Gračanica

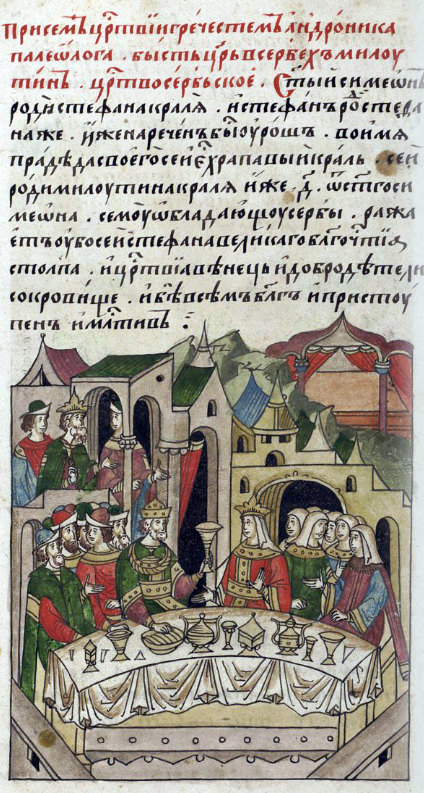
Hochzeit Simonida Palaiologina mit Stefan Uroš II. Milutin in Thessaloniki. Russische Miniatur aus der Illustrierten Chronik Iwans IV. (Лицевой летописный свод), 1568–1576

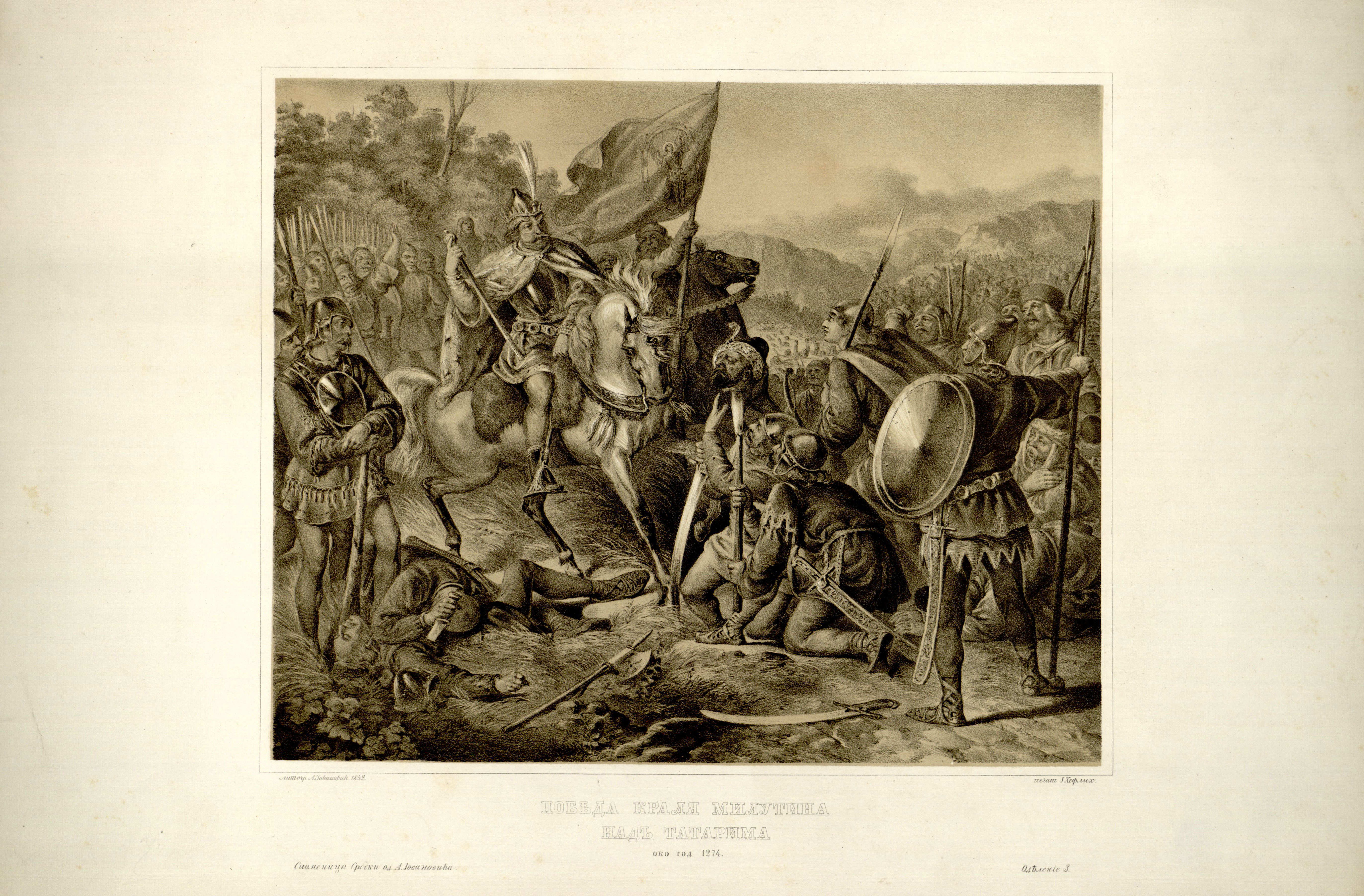
Sieg Milutins über die Tataren um 1272, Stich von 1852

Stefan Uroš II. Milutin (* 1253; † 29. Oktober 1321) war der jüngere Sohn von Stefan Uroš I. und dessen Frau Hélène von Anjou. Er war König von Raszien, der Küstenländer und aller Serben von 1282 bis 1321.

## Leben
Nachdem sein älterer Bruder Stefan Dragutin von der serbischen Reichsversammlung als König abgesetzt worden war, wurde Milutin 1282 inthronisiert. Damals nahm er auch den Namen seines Vaters Uroš an. Unter seiner Herrschaft wurde Raszien zur dominierenden Macht auf dem Balkan. Milutin herrschte beinahe über das ganze heutige Serbien (außer Belgrad und der Vojvodina), Montenegro, Herzegowina, Süddalmatien und Nordalbanien. Er eroberte von Byzanz weite Teile Mazedoniens und Albaniens.
Als das bulgarische Fürstentum von Widin (das spätere Königreich Widin) einen Feldzug gegen Milutin begann, besiegte Milutin dieses und eroberte mit seinem Bruder Dragutin, der um Belgrad eine eigene Herrschaft hatte, das an der heutigen serbischen Donau östlich von Belgrad gelegene und von Widin abhängige Fürstentum von Braničevo. Das Fürstentum Widin musste die Oberhoheit Milutins anerkennen. Mit der Eroberung von Braničevo bekam der mittelalterliche serbische Staat erstmals eine feste Grenze an der Donau.
Milutin ist bekannt als einer der bedeutendsten serbischen Kunstmäzene und Kirchenstifter. So erbaute er an die 40 Kirchen und Klöster, darunter ein Hospital in Konstantinopel, das später Patriarchensitz werden sollte, wie auch Kirchen in Thessaloniki, Bari in Italien und bei Jerusalem. Seine bedeutendsten Stiftungen waren das Kloster Gračanica im Kosovo und die Erneuerung von Hilandar auf dem Berg Athos.
Auch war Milutin bekannt für seine zahlreichen Ehen. Er heiratete fünfmal. In dritter Ehe war er mit Elisabeth von Ungarn, der Tochter von König Stephan V. verheiratet. In vierter Ehe heiratete er die bulgarische Prinzessin Anna von Terter. Mit ihr hatte er einen Sohn, Stefan Uroš III. Dečanski, und eine Tochter, Anna Neda.
Seine letzte Ehe schloss Milutin 1299 mit der damals fünfjährigen Simonida, der Tochter des byzantinischen Kaisers Andronikos II. und der Yolande von Montferrat. Diese Heirat beruhte auf einer Entscheidung des zu dieser Zeit schwächelnden Kaiser Andronikos II., der Milutin, um einen zukünftigen Angriff der Serben auf Byzanz zu verhindern, zuerst seine verwitwete Schwester Eudokia zur Frau anbot. Diese verweigerte dem Kaiser das Gefolge, da sie ein Leben am kaiserlichen Hof in Konstantinopel dem königlichen Hof Milutins vorzog, und brüskierte den Kaiser und seine Durchsetzungskraft in der kaiserlichen Familie. Der verärgerte Milutin war im Begriff, dem ohnehin durch die Goldene Horde, die Bulgarenüberfälle und die Gebietsansprüche der Italiener auf Thessaloniki überforderten Byzanz den Krieg zu erklären, als Andronikos Milutin seine fünfjährige Tochter zur Heirat vorschlug. Diese Ehe mit der purpurgeborenen Kaisertochter war die Grundlage für den späteren Anspruch des Kaisers Stefan Uroš IV. Dušan auf die Kaiserkrone des byzantinischen Reiches.
König Milutin starb 1321, die Nachfolge trat sein einst von ihm verstoßener und geblendeter Sohn Stefan Uroš III. Dečanski an. Er wurde im Kloster Banjska beigesetzt. Als die Osmanen in Serbien einfielen, wurde sein Leichnam erst nach Trepča, dann 1460 ins bulgarische Sofia verlegt, wo er in der heutigen Kathedrale Sweta Nedelja in einem Reliquienschrein aufgebahrt ist. König Milutin wird in Bulgarien als Heiliger verehrt, seine Gebeine haben den Status einer Reliquie. Die in Sofia verbliebenen Reliquien von König Milutin überstanden seither Raubüberfälle, Brände, mehrere Erdbeben, Angriffe von Aufständischen und den Osmanen, sowie einen Bombenanschlag, den bulgarische Kommunisten 1925 auf die Kirche Sweta Nedelja verübten und dabei mehr als 190 Menschen töteten und weitere 500 verletzten. Im Volksmund wird die Kathedrale deshalb auch „Heiliger König“ (bulg. Свети Крал/Sweti Kral) genannt. Für viele Serben, die Sofia besuchen, ist die Kirche Sweta Nedelja eine Pilgerstätte.